# 福德寺石鵝
23°57′24″N 120°30′07″E / 23.956685°N 120.501829°E
福德寺石鵝，或稱巫厝石鵝，是臺灣彰化縣溪湖鎮東溪里福德寺前擺設的一對石鵝像，為與當地傳說有關的厭勝物。

## 歷史
福德寺為土地祠，位於溪湖鎮東溪里巫厝庄內，鄰近高速公路員林交流道，於光緒年間建立。臺灣日治時期，溪湖糖廠附近築五分鐵路時，在東溪里的小山崙出土一對石鵝。石鵝材質為花崗岩，一隻較瘦，另一隻較肥，居民認為是公母對。該地區地名也與此史蹟有關係，如當地的池塘名為「石鵝湖」，路命名為「石鵝路」、「石鵝巷」等。原先出土後被丟在福德寺廟附近，母鵝頭部還被敲打斷裂，福德寺改建時才修復並被供奉在廟前。
日治時期，附近農民為避免負擔增加，因此將田地所有權登記給此廟，由廟方管理人楊金理作為管理人。1986年福德寺因韋恩颱風受損，民眾再聚資整建。
這對造形奇特、表情古樸的石鵝，曾引起臺灣省文獻會主委簡榮聰的興趣，並表示這是全臺灣唯一安置石鵝的寺廟。他在1992年3月曾到此拜訪。鎮公所也推薦巫厝石鵝、溪湖霖肇宮都有觀光價值。

## 傳說
對於石鵝由來的原因，當地有不同傳說故事。

### 土地公說
關於為何在土地祠擺設石鵝，有居民說此地曾有野鵝侵害附近農作物，望借土地公來鎮守鵝群。或說是驅除野鶴、蛇。傳說土地祠擺設後，當年每當月圓時分，石鵝就會發出光芒，讓附近民眾嘖嘖稱奇。

### 防蛇說
一說此地早期到處是沼澤湖泊，常有毒蛇出沒傷害人畜。因傳說鵝糞可防蛇，所以民眾養鵝，還在蛇出沒最頻繁的大土墩上擺設了一對石鵝鎮蛇。

### 風水說

#### 泉州人說
早期溪湖鎮巫厝庄濁水溝以西的居民以泉州人居多，由於濁水溝以東的客家人擁有蛇穴，屬風水好地理，農作物豐收，引起泉州人眼紅，於是從唐山運來石鵝，以鵝屁股朝西埋於土裡，象徵鵝屎讓蛇肚爛掉，借以破壞蛇穴。

#### 漳州人說
亦有一說是溪湖四塊厝的泉州人擇取風水上的蛇穴，開蛇嘴對巫厝庄的漳州人（巫厝為漳州客家人及閩南人混居之聚落）投放殺氣，巫厝庄的漳州人聽從地理師的建議，雕刻公、母石鵝一對，以鵝糞便嚇退蛇類，並將石鵝埋在舊五分車頭附近，從此地方才平靜。

### 戰果紀念說
溪湖東溪里以東的客家人常與以西的閩南人械鬥。傳說有一次元宵節深夜，客家人想趁機偷襲東溪里的閩南人，但潛行的聲響驚動池塘的鵝群。閩南人發覺持械擊敗客家人後，將此次戰果歸功於鵝的幫助，因此才用一對石鵝以資紀念。